# قنبد قابوس
قنبد قابوس أو كنبد کاووس أو كنبد قابوس (بالفارسية: گنبد کاووس أو گنبدقابوس) هي مدينة إيرانية في محافظة كلستان في شمال إيران قرب بحر قزوين يقدر عدد سكانها عام 2011م بحوالي 144 الف نسمة. تضم المدينة برج قنبد قابوس وهو مدرج على لائحة اليونسكو للتراث العالمي منذ عام 2012.وهو عبارة عن برج اثري من الآجر يقع على بعد ثلاثة كيلومترات من موقع مدينة جرجان التاريخية ويعود تاريخ بناءه إلى حوالي ألف عام مضت وينسب بناءه إلى سلالة الزياريون وهم من الديلم الذي قطنوا تلك المنطقة. وقد كتب بداخل البرج باللغة العربية وبالخط الكوفي:
هذا القصر العالي – لأمير شمس المعالي – الأمير قابوس بن وشكمير – أمر ببنائه في حياته – سنة سبع وتسعين – وثلثمائه قمرية وسنة خمس وسبعين وثلثمائة شمسية
وكذلك يوجد في هذه المدينة مرقد السيد يحيى بن زيد بن علي بن الحسين بن علي بن أبي طالب.

## أعلام
- قربان توراني
- برهام مقصودلو
- سردار آزمون
- أكبر ميثاقيان
- أوميد كوكابي